# Eumasia communita
Eumasia communita är en fjärilsart som beskrevs av Edward Meyrick 1922. Eumasia communita ingår i släktet Eumasia och familjen säckspinnare. Inga underarter finns listade i Catalogue of Life.